# Ons Heemecht
Ons Heemecht ("Vores hjem") har været Luxembourgs nationalsang siden 1993.
Teksten er af Michel Lentz (1859), melodien af Johann-Anton Zinnen (1864). Originalsproget er luxembourgsk, der stadig var en dialekt på det tidspunkt, hvor teksten blev skrevet i det 19. århundrede, men blev standardiseret og udvidet til det officielle sprog i det 20. århundrede. På tysk og fransk, selvom begge også er officielle sprog, er der kun officielle oversættelser såvel som på flere andre sprog.
Salmen blev først sunget offentligt den 5. juni 1864 ved et arrangement af General Luxembourg Music Association på Place Marie-Therèse i Ettelbréck.
Mens der ikke var noget i Luxembourg National Insignia Act af 23. juni 1972 om folkesangen, bestemte den tillægslov af 27. juli 1993, at den første og sidste strofe af Ons Heemecht (strofe 1 og 4) tjene som Luxembourgs nationalsang.

## Tekst
| (1) Wou d’Uelzecht durech d’Wisen zéit, Duerch d’Fielsen d’Sauer brécht, Wou d’Rief laanscht d’Musel dofteg bléit, Den Himmel Wäin ons mecht: Dat ass onst Land, fir dat mer géif Heinidden alles won, Onst Heemechtsland dat mir sou déif An onsen Hierzer dron. Onst Heemechtsland dat mir sou déif An onsen Hierzer dron. (2) An séngem donkle Bëscherkranz, Vum Fridde stëll bewaacht, Sou ouni Pronk an deire Glanz Gemittlech léif et laacht; Säi Vollek frou sech soë kann, An ’t si keng eidel Dreem: Wéi wunnt et sech sou heemlech dran, Wéi ass ’t sou gutt doheem! (3) Gesank, Gesank vu Bierg an Dall Der Äärd, déi äis gedron; D’Léift huet en treie Widderhall A jidder Broscht gedon; Fir d’Heemecht ass keng Weis ze schéin; All Wuert, dat vun er klenkt, Gräift äis an d’Séil wéi Himmelstéin An d’A wéi Feier blenkt (4) O Du do uewen, deem séng Hand Duerch d’Welt d’Natioune leet, Behitt du d’Lëtzebuerger Land Viru frieme Joch a Leed; Du hues ons all als Kanner schon De fräie Geescht jo ginn, Looss viru blénken d’Fräiheetssonn, Déi mir sou laang gesinn! Looss viru blénken d’Fräiheetssonn, Déi mir sou laang gesinn! |

(1)
Hvor Alzette bevæger sig gennem engene
Gennem klipperne bryder Sauer
Vintreet blomstrer langs Mosel,
Himlen lover vin:
Der er det land, hvis ære for
Intet offer for svært for os
Hjemmet, som er en dyr vare
Rester i vores hjerter.
I sin mørke krans af skove
beskyttet af fred,
Så uden pomp og dyre glans,
Hyggelig kære griner.
Hans folk kan sige lykkeligt
Og de er ikke tomme drømme:
Hvor hyggeligt det er her
hvor godt det er derhjemme
Sang, sang, af bjerg og dal
Jorden, der bar os
Kærlighed har en loyal respons
Udført i hvert bryst.
Der er ingen vej til hjemmet
for smuk
Hvert ord der lyder fra hende
Grib sjælen 'som himmelske toner'
Og vores øjne blinker som ild.
O du derop, hans hånd
Giver folket eskorte,
Vogt Luxembourgs land
Fra et underligt åg, fra lidelse!
Vi modtog fra dig som barn
Den liberale forstand,
Frihedssolen, vores ornament,
Lad det skinne videre!